# Жнінський повіт
Жнінський повіт (пол. powiat żniński) — один з 19 земських повітів Куявсько-Поморського воєводства Польщі.
Утворений 1 січня 1999 року в результаті адміністративної реформи.

## Загальні дані
Повіт знаходиться у південно-західній частині воєводства.
Адміністративний центр — місто Жнін.
Станом на 1.01.2008 населення становить 69 736 осіб, площа 984,78 км².

## Демографія
Демографічні дані повіту станом на 30.06.2005:
|       | Всього | Всього | Жінки  | Жінки | Чоловіки | Чоловіки |
| ----- | ------ | ------ | ------ | ----- | -------- | -------- |
|       | осіб   | %      | осіб   | %     | осіб     | %        |
| Повіт | 69 751 | 100    | 35 251 | 50,5  | 34 500   | 49,5     |
| Міста | 30 538 | 100    | 15 694 | 51,4  | 14 844   | 48,6     |
| Села  | 39 213 | 100    | 19 557 | 49,9  | 19 656   | 50,1     |